# Bretanha de Marçan
Bretanha de Marsan (en francès Bretagne-de-Marsan) és un municipi francès situat al departament de les Landes i a la regió de la Nova Aquitània.

## Demografia
| 1962                                       | 1968 | 1975 | 1982 | 1990 | 1999 | 2007  |
| ------------------------------------------ | ---- | ---- | ---- | ---- | ---- | ----- |
| 454                                        | 542  | 573  | 750  | 834  | 910  | 1.223 |
| Des de 1962: població sense dobles comptes |      |      |      |      |      |       |

## Administració
| Període | Identitat      | Partit |
| ------- | -------------- | ------ |
| 1965-   | Alain Bentejac |        |